# Thomas le Despenser
Thomas le Despenser KG (ur. 22 września 1373, zm. 13 stycznia 1400 w Bristolu) – angielski możnowładca, syn Edwarda le Despenser, 1. barona le Despenser, i Elizabeth de Burghersh, córki 2. barona Burghersh.
Po śmierci ojca w 1375 r. został 2. baronem le Despenser. Kilka lat później poślubił Konstancję (ok. 1374 – 29 listopada 1416), córkę Edmunda Langleya, 1. księcia Yorku, i Izabeli, córki Piotra I Okrutnego, króla Kastylii. Małżonkowie mieli razem trzech synów i dwie córki:
- Elizabeth le Despenser (zm. młodo ok. 1398)
- Richard le Despenser (1396 – 7 października 1414), 4. baron Burghersh
- Edward le Despenser (ur. przed 1400 – zm. młodo)
- Hugh le Despenser (ok. 1400 – 1401)
- Isabel le Despenser (26 lipca 1400 – 27 grudnia 1439), żona Richarda de Beauchamp, 1. hrabiego Worcester, i Richarda de Beauchamp, 13. hrabiego Warwick

Despenser był stronnikiem króla Ryszarda II przeciwko jego stryjowi, Tomaszowi Woodstockowi, i Lordom Apelantom. Ok. 1388 r. został kawalerem Orderu Podwiązki. W 1397 r. otrzymał od króla tytuł hrabiego Gloucester. W 1399 r. przeszedł jednak na stronę zbuntowanego Henryka Bolingbroke'a, późniejszego Henryka IV. Mimo to, za swój udział w zamordowaniu Woodstocka, utracił tytuł hrabiowski.
Rozgoryczony Despenser przyłączył się w styczniu 1400 r. do rebelii baronów. Rebelia została stłumiona, a Despenser schwytany przez pospólstwo i ścięty w Bristolu. Został pochowany w Tewkesbury.